# ادموند هوسرل
ادموند هوسِرْل (به آلمانی: Edmund Husserl) از فیلسوفان آلمانی-اتریشی مهم و تأثیرگذار سده بیستم و بنیانگذار پدیدارشناسی بود. وی یهودی‌تباری بود که به مسیحیت گروید و در کلیسای لوتری وین تعمید یافت و خود را مسیحی آزاده و غیرجزمی می‌دانست و فلسفه را مستقل از دین تلقی می‌کرد. در آغاز تحت تأثیر روان‌شناسی توصیفی برنتانو بود ولی اندکی بعد، از منتقدان سرسخت اصالت روان‌شناسی شد و در نخستین اثر مهمش یعنی پژوهشهای منطقی به نقد آن پرداخت. اندیشه‌های وی دگرگونی‌های بسیاری یافته است و بسیاری از مفسران برحسب اقامتش در سه شهر هاله و گوتینگن و فرایبورگ، سه مرحله را در اندیشه وی تشخیص داده‌اند.

## زندگی
هوسرل در ۸ آوریل ۱۸۵۹ در پروسنیتس در موراویا که جزء اتریش بود و اکنون در جمهوری چک قرار دارد در خانواده ای یهودی‌تبار متولد شد. او در دانشگاه‌های گوتینگن و فرایبورگ در سمت استاد فلسفه تدریس می‌کرد. هوسرل سعی داشت مانند راسل برای فلسفه یک مبنای ریاضی پیدا کند. برای این منظور وی از منطق فرانتس برانتانو کمک گرفت.
هوسرل در سال ۱۸۷۸ به برلین رفت و در سخنرانی‌های کارل وایراشتراس و لئوپولد کرونکر شرکت نمود. در سال ۱۸۸۲ رسالهٔ دکتری خود را در ریاضیات محض تحت عنوان مقدمه‌ای بر نظریه محاسبه متغیرها زیر نظر لئوپولد کرونکر به پایان رساند. در طول سال‌های ۱۸۸۴ تا ۱۸۸۶ در وین در کلاس‌های درس فرانتس برنتانو شرکت کرد. وی در سال ۱۸۸۶ در هاله اقامت گزید و در درس‌های روان‌شناسی کارل اشتومپف شرکت کرد. در سال ۱۸۹۱ نخستین کتاب خود به نام فلسفه حساب: پژوهش‌های روانشناختی و منطقی را که به برنتانو تقدیم کرده بود به چاپ رساند. در طول سال‌های ۱۸۹۰ تا ۱۹۰۰ با گوتلوب فرگه آشنا شد که انتقادات او از دیدگاه‌های هوسرل در فلسفه حساب در تغییر توجه هوسرل، منجر به چاپ پژوهش‌های منطقی در سال ۱۹۰۰ تا ۱۹۰۱ گردید.
هوسرل در سال ۱۹۱۶ به دانشگاه فرایبورگ رفت، و در آنجا صاحب کرسی فلسفه و جایگزین هانریش ریکرت شد. ادیت اشتاین و مارتین هایدگر در خلال این سال‌ها به عنوان دستیار با او کار می‌کردند.

## آثار هوسرل

### فلسفه حساب
رساله استادی هوسرل در زمینه ریاضیات بود: دربارهٔ مفهوم عدد، تحلیل‌های روان‌شناختی (۱۸۸۷ میلادی) و به شکل کتابچه‌ای درآمد(۱۹۱۶) که ۴ سال بعد مبنای انتشار نخستین جلد فلسفه حساب قرار گرفت. هوسرل جلد دوم اثر را کامل نکرد. وی در ۱۸۹۵ بدین باور رسید که طرحش امکان‌پذیر نیست و باید رهایش کرد.

### پژوهش‌های منطقی
یکی از مهم‌ترین کتاب‌های هوسرل، پژوهش‌های منطقی (به آلمانی: Logische Untersuchungen) است. پژوهش‌های منطقی از نظر هوسرل، نظریهٔ شناخت (به آلمانی: Theorie der Erkenntnis) یا شناخت‌شناسی است. پرسش از ذات منطق، به صورت بنیادی مطابق با پرسش مهم شناخت‌شناسی، یعنی معنای ابژکتیویته است. این نظریه برای هوسرل همان منطق محض است، که از آن‌جا که باید به بررسی صورت شناخت به خودی خود بپردازد، می‌توان آن را «نظریهٔ نظریه‌ها» دانست.
منطق محض از این نظر، در مقابل علوم دیگری قرار می‌گیرد که از نظر هوسرل تکنولوژی یا آموزهٔ هنر (به آلمانی: Kunstlehre) هستند، چراکه هر علمی تنها به حوزهٔ ابژکتیو خود علاقه دارد و به بررسی آن حوزه می‌پردازد. علم از این دیدگاه، تنها به بررسی «محصولات آگاهانهٔ خود» می‌پردازد و درگیر فهمی تک‌ساحتی است. حتی ریاضیات نیز در شکل خام و در جهت طبیعی-عینی خود، هیچ وجه مشترکی با شناخت‌شناسی و نظریه‌پردازی ندارد و همچون علوم دیگر تکنولوژی اندیشه است: «ریاضی‌دان در حقیقت یک تئوری‌پرداز نیست، او یک تکنیسین نابغه است». نظریه‌پرداز واقعی کسی است که به علمِ کلیِ علم بپردازد. منطق یک دیسیپلین نظری- صوری، اثبات‌کننده (به انگلیسی: demonstrative) و مستقل از روان‌شناسی است، در غیر این‌صورت یک تکنولوژی مبنتی بر روان‌شناسی است. از نظر هوسرل، روشن‌سازی پدیدارشناسانه و ساختارهای بنیادین آن در هم‌پیوندی میان آگاهی و ابژه می‌تواند ریاضیات خام را به صورت منطق محض درآورد. بدین ترتیب، پرسش از منطق، همچون شناخت‌شناسی، به پرسش از «معنا و ابژهٔ شناخت» (به آلمانی: Sinn und Gegenstand der Erkenntnis) بازمی‌گردد. از این نظر، منطق علمی در کنار علوم دیگر نیست، بلکه در واقع باید به مطالعهٔ پیشینی و صوری تمام علوم به خودی خود بپردازد. یک علم تا آن‌جا علم است که صورت منطقی به خود گیرد. منطق اساساً یک تکنیک نیست که مبتنی بر زندگانی و جریان سیال ذهنی باشد، بلکه شامل منطق محض، به عنوان یک دانش نظری از صورت‌های منطقی ایده‌آلی است که خود جزئی از زندگانی آگاهی نیستند. دانش بنیادینی که هوسرل در جستجوی آن بود، پیرو اصطلاح‌شناسی ارسطو و دکارت، همانا فلسفهٔ نخستین (به آلمانی: erste Philosophie) است؛ یعنی علمی که به «موجود چونان موجود» می‌پردازد. از نظر هوسرل «فلسفهٔ نخستین»، همچون یک دانش (به یونانی: ἐπιστήμη)، در معنای ارسطویی آن که به موجود به معنای عام نظر دارد (به یونانی: θεωρεῖ)، «علم سرآغازهای بنیادین» است، که در جستجوی روشن ساختن این موضوع است که چگونه سوبژکتیویته به شناختِ ابژکتیو از جهان، و نیز از خود به عنوان سوژهٔ استعلایی (فرارونده) دست می‌یابد. فلسفهٔ نخستین «فلسفه‌ای از سرآغازها است که خود را در ریشه‌ای‌ترین خودآگاهی فلسفی بنیاد می‌نهد» تا به «نظریهٔ کلی علم» دست یابد.

### تأملات دکارتی
کتاب تأملات دکارتی: درآمدی بر پدیدارشناسی استعلایی (به آلمانی: Cartesianische Meditationen: eine Einleitung in die Phänomenologie) بر اساس سخنرانی هوسرل در دانشگاه سوربن پاریس و در تالار دکارت، با عنوان درآمدی بر پدیدارشناسی استعلایی در ۲۳ و ۲۵ فوریه در سال ۱۹۲۹ نوشته شده است. در طول دو سال هوسرل با همکاری دستیار خود اویگن فینک به گسترش این سخنرانی‌ها پرداخت که متن آن توسط امانوئل لویناس و گابریل پایفرر در ۱۹۳۱ به فرانسوی ترجمه شد. این کتاب شامل پنج تأمل به شرح زیر است:
تأمل اول: راهی به سوی اگوی استعلایی

تأمل دوم: آشکارسازی میدان تجربه استعلایی و ساخت‌های کلی آن

تأمل سوم: مسائل تقویم (برساخت)، حقیقت و واقعیت

تأمل چهارم: شرخ مسائل تقویم خود اگوی استعلایی

تأمل پنجم: تعیین حیطه وجودی استعلایی به مثابه بین‌الاذهان مونادولوژیکی
کتاب تاملات دکارتی را عبدالکریم رشیدیان و کتاب پژوهش‌های منطقی را محمدرضا قربانی به فارسی برگدانده است.

## مرگ
هوسرل در سال ۱۹۳۸ درگذشت. وی پیش از مرگ و در جریان به قدرت رسیدن نازی‌ها در سال ۱۹۳۳ به شدت از سوی حکومت و شاگردان سابقش، از جمله مارتین هایدگر تحت فشار قرار گرفته بود.